# Pomalca (distrito)

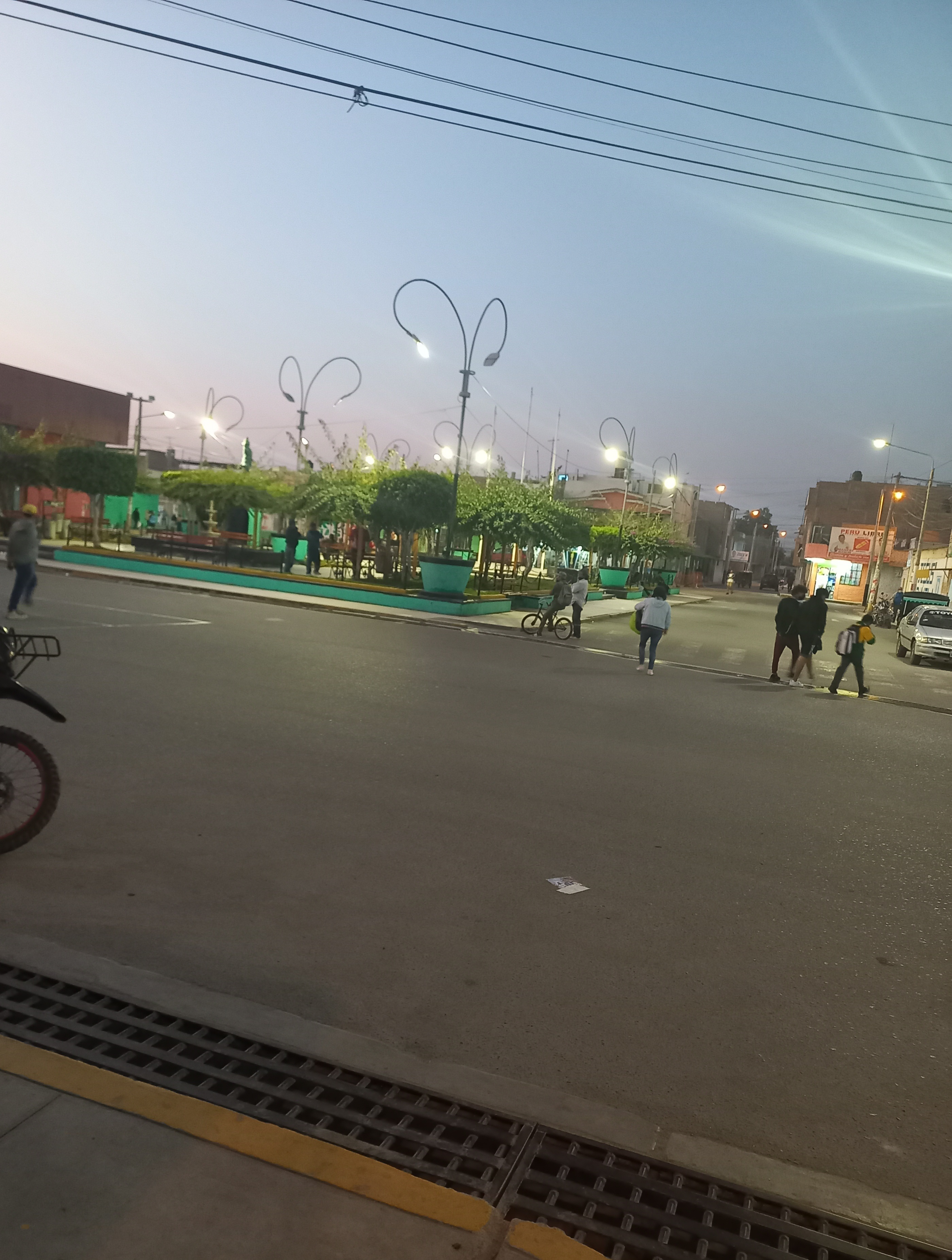
Parque principal do distrito de Pomalca.

Pomalca é um distrito do Peru, departamento de Lambayeque, localizada na província de Chiclayo. Limita pelo Norte com o Distrito de Picsi; pelo Oriente com o distrito de Tumán; a sul com os distritos de Reque e Monsefú; e a oeste com os distritos de Chiclayo e José Leonardo Ortiz.

## Centros populacionais
- São João
- Miraflores
- 20 de Janeiro
- A União[2][3]
- O linho[4][5]
- San Borgia
- Santo Antônio
- Ventarrón[6][7]
- Collud[8]
- A Chorro
- O Invernillo

## História

### Origem e fundação
Pomalca é um dos distritos Lambayecans com uma grande mistura de tradições e costumes de diferentes grupos humanos, entre regionais e estrangeiros, que por mais de quatro séculos de existência trouxeram sua própria cultura a esta terra para se entrelaçar com a nossa, formada por descendentes de Ventarrón e Collud.

### Estágio de encomienda
Pomalca no início era uma Encomienda que a Coroa espanhola criaria com o objetivo de controlar suas novas posses nesta parte do continente, e passou a confiar essas terras e seus habitantes a quem participou dessa conquista. Francisco Luís de Alcântara é encarregado das terras ocupadas pelos Callancanos para fazê-las produzir riquezas para ele e para a coroa espanhola.

### Fase de estadia
Os Encomendadores por medo da concorrência na coroa espanhola que envia os Corregidores para limitar seu poder, mas reagiram tomando posse de terras "desocupadas" que chamam de Estâncias para se dedicar à criação de gado, cabras, ovelhas, cavalos e porcos. , bem como a produção de couro e sabonetes.

### Fase de hacienda
No ano de 1642, o capitão Martín Núñez de Alzo é o proprietário da Estância e adquire mais terras atingindo uma área de 1050 hectares, e é ele quem, no ano de 1670, introduz o cultivo da cana-de-açúcar destinada à produção de aguardiente e mel. Entre os anos de 1692 - 1699 os novos proprietários de Pomalca foram Martín, Thomás e Joseph Núñez que expandiram as lavouras de cana-de-açúcar em maior escala, com um total de 18 fanegadas (54 hectares), convertendo Pomalca em uma propriedade açucareira, aumentada de 50 alqueires para mais de 200 com a anexação das fazendas de Samán e Filitum e La Calera, sem contar os 150 alugados de Callanca e Monsefú. Entre os anos de 1699 – 1720 os novos proprietários são a Família Seña e Chirinos. O governador Don Juan Bonifacio Seña y Chirinos adquiriu a fazenda em 1699 com um total de 213 fanegadas, quando a fazenda ainda era lucrativa. No entanto, a instabilidade do mercado açucareiro obrigou seu proprietário a dedicar suas pastagens ao pastoreio, aliando a pecuária à produção de açúcar.
Entre os anos de 1741 – 1784 várias administrações são adquiridas em leilões públicos. Em 1741 a fazenda é comprada pelo general Domingo Navarrete e no ano seguinte ele se associa ao general Baltasar de Ayesta para reanimá-la, mas depois de 13 anos eles declaram falência, nesta situação a administração é confiada à Igreja, à ordem dos jesuítas desde 1754, mas a terrível administração os obriga a retirar-se e em 1758 é adquirido por Dona Francisca Leal Rayo, que ao não cumprir o pagamento fez com que fosse leiloado, sendo adquirido em 1768 por Don Francisco Malerva que anexa Samán, e até sua morte em 1775 Pomalca, Collus e Samán foram apreendidos e não foram vendidos até 1784, quando foram adquiridos em hasta pública pela família Martínez de Pinillos. Entre os anos 1784 – 1869 os novos proprietários foram a Família Martínez De Pinillos. No mesmo ano, os irmãos Juan Alexo e Juan José Martínez de Pinillos compraram a fazenda de Francisco Malerva em leilão público, esta família continuou a se dedicar ao cultivo da cana-de-açúcar e à transformação artesanal do açúcar, também plantavam tabaco. Em 1869, Pomalca, com uma área de 1.912 hectares, foi adquirida pela família Gutiérrez La Torre. Nessa época, ainda se mantinham processos muito rudimentares na produção de açúcar e destilação de álcoois. Entre os anos 1902 – 1920 os proprietários eram a família Gutiérrez Pestana.
Nesta nova fase de gestão, a fábrica continua a se modernizar, o que obrigou os proprietários a se endividarem, principalmente com a família mercantil De La Piedra, que eram fornecedores de ferramentas e principais acionistas da nova ferrovia Pimentel.

## Transporte
O distrito de Pomalca é servido pela seguinte rodovia:
- LA-116, que liga a cidade ao distrito de Saña
- PE-6A, que liga a cidade de Cochabamba (Região de Cajamarca) ao distrito de  Reque (Região de Lambayeque)[17][18][19]